# Championnats d'Europe de judo 1986
Navigation
Édition précédente Édition suivante
La 35e édition des championnats d'Europe de judo s'est déroulée du 8 au 11 mai 1986 à Belgrade, en Yougoslavie, en ce qui concerne les épreuves individuelles masculines. Les championnats d'Europe féminins individuels, toujours dissociés de l’épreuve masculine, ont été organisés à Londres, au mois de mars (voir article connexe).
Pour ce qui est des épreuves par équipes, elles ont eu lieu les 4 et 5 octobre, en Yougoslavie, à Novi Sad (voir article connexe).

## Résultats
| Épreuves             | Or                                 | Argent                               | Bronze                                                    |
| -------------------- | ---------------------------------- | ------------------------------------ | --------------------------------------------------------- |
| - 60 kg super-légers | József Csák Hongrie                | Peter Jupke Allemagne de l'Ouest     | Khazret Tletseri Union soviétique Patrick Roux France     |
| - 65 kg mi-légers    | Yuri Sokolov Union soviétique      | Joachim Brenner Allemagne de l'Ouest | Marc Alexandre France Janusz Pawlowski Pologne            |
| - 71 kg légers       | Bertalan Hajtós Hongrie            | Kerrith Brown Royaume-Uni            | Wiesław Błach Pologne Ezio Gamba Italie                   |
| - 78 kg mi-moyens    | Frank Wieneke Allemagne de l'Ouest | Marcel Pietri France                 | Ramon Pink Allemagne de l'Est Waldemar Legien Pologne     |
| - 86 kg moyens       | Peter Seisenbacher Autriche        | Ben Spijkers Pays-Bas                | Fabien Canu France János Gyáni Hongrie                    |
| - 95 kg mi-lourds    | Robert Van De Walle Belgique       | Roger Vachon France                  | Jerzy Kolanowski Pologne Jiří Sosna Tchécoslovaquie       |
| + 95 kg lourds       | Wim Wilhelm Pays-Bas               | Henry Stoehr Allemagne de l'Est      | Grigory Verichev Union soviétique Clemens Jehle Suisse    |
| Toutes catégories    | Henry Stoehr Allemagne de l'Est    | Peter Seisenbacher Autriche          | Grigori Verichev Union soviétique Christian Vachon France |

## Tableau des médailles
| Rang | Nation               | Or | Argent | Bronze | Total |
| ---- | -------------------- | -- | ------ | ------ | ----- |
| 1    | Hongrie              | 2  | 0      | 1      | 3     |
| 2    | Allemagne de l'Ouest | 1  | 2      | 0      | 3     |
| 3    | Allemagne de l'Est   | 1  | 1      | 1      | 3     |
| 4    | Autriche             | 1  | 1      | 0      | 2     |
| 5    | Pays-Bas             | 1  | 1      | 0      | 2     |
| 6    | Union soviétique     | 1  | 0      | 3      | 4     |
| 7    | Belgique             | 1  | 0      | 0      | 1     |
| 8    | France               | 0  | 2      | 4      | 6     |
| 9    | Royaume-Uni          | 0  | 1      | 0      | 1     |
| 10   | Pologne              | 0  | 0      | 4      | 4     |
| 11   | Italie               | 0  | 0      | 1      | 1     |
| 11   | Suisse               | 0  | 0      | 1      | 1     |
| 11   | Tchécoslovaquie      | 0  | 0      | 1      | 1     |
|      |                      | 8  | 8      | 16     | 32    |

## Sources
- Podiums complets sur le site JudoInside.com.

- Podiums complets sur le site alljudo.net.

- Podiums complets sur le site Les-Sports.info.